# Punta Alta (Pontils)
La Punta Alta és una muntanya de 708 metres que es troba al municipi de Pontils, a la comarca de la Conca de Barberà.